# 2009年法國網球公開賽
2009年法國網球公開賽是第108屆法國網球公開賽，是年度第二項大滿貫賽事。於2009年5月24日至6月7日在罗兰·加洛斯球场舉行。
男单冠军得主费德勒至此实现職業大满贯。

## 賽事焦點
5月21日男子單打第四圈比賽，瑞典球手羅賓·索德靈中止了頭號種子拉斐爾·納達爾五連冠以及中止在法網連續31場不敗紀錄。
6月7日男子单打决赛，前世界第一的二号种子罗杰·费德勒击败罗宾·索德灵，在连续四年败于拉斐尔·纳达尔（2005年半决赛，2006至2008年决赛）后首次在法网夺冠。首盘得分6-1横扫对手费德勒。第二盘与索德灵战至抢七，状态奇佳的费德勒在自己的所有四个发球分上均发出Ace球并以7-6(1)拿下第二盘。费德勒更是在第三盘甫開始便破了索德灵的发球局。双方各自保发战至比分5-4，费德勒在自己的发球胜赛局送出一个破发点。不过成功挽救破发点的他最终还是顺利的拿下比赛的胜利。
夺冠后费德勒成为自安德烈·阿加西以来又一位完成生涯全满贯的选手，为史上第六位。而他的大满贯总数也达到14个，和先前的最高纪录保持者皮特·桑普拉斯持平。

## 比賽

### 成年組

#### 男單
羅傑·費德勒 擊敗  羅賓·索德靈 、6-1 7-6 6-4

#### 女單
斯韦特兰娜·库兹涅佐娃 擊敗  迪娜拉·萨芬娜、6-4 6-2

#### 男雙
盧卡斯·德勞希 /  利安德·帕斯 擊敗  衛斯理·穆迪 /  迪克·諾曼 3–6, 6–3, 6–2

#### 女雙
安娜貝爾·梅迪娜·加里格斯 /  比希尼婭·魯阿諾·帕斯夸爾 擊敗  维多利亚·阿扎连卡 /  葉連娜·韋斯寧娜, 6–1, 6–1

#### 混雙
莉泽尔·许贝尔 /  鲍勃·布赖恩 擊敗  金久慈 /  馬塞洛·梅洛, 5–7, 7–6(5), 10–7

### 少年組

#### 少年男單
決賽： Daniel Berta 擊敗  Gianni Mina（6–1, 3–6, 6–3）

#### 少年女單
決賽： Kristina Mladenovic 擊敗  Daria Gavrilova、6–3, 6–2

#### 少年男雙
決賽： Marin Draganja /  Dino Marcan 擊敗  Guilherme Clezar /  Liang-chi Huang、6–3, 6–2

#### 少年女雙
決賽： Elena Bogdan /  諾芭晚·樂吉佤淦 擊敗  Timea Babos /  Heather Watson、3–6, 6–3, 10–8

### 其他比賽

#### 元老45歲以下雙打
決賽： Paul Haarhuis /  Cedric Pioline  擊敗  帕特·卡什 /  埃米利奥·桑切斯（6–3, 6–4）

#### 元老45歲以上雙打
決賽： 安德斯·耶吕德 /  约翰·麦肯罗 vs.  Mansour Bahrami /  亨利·勒孔特（7–6(2), 6–1）

#### 輪椅男單
決賽： 國枝慎吾 擊敗  斯特凡纳·乌代, 6–3, 3–6, 6–3

#### 輪椅男雙
決賽： 斯特凡纳·乌代 /  Michael Jeremiasz 擊敗  Robin Ammerlaan /  迈克尔·舍费尔斯, 6–2, 7–5

#### 輪椅女單
決賽： Esther Vergeer 擊敗  Korie Homan, 6–2, 7–5

#### 輪椅女雙
決賽： Korie Homan /  Esther Vergeer 擊敗  Annick Sevenans /  阿妮克·范库特, 6–2, 6–3

## 種籽球手
退出球手：大衛·納班迪安、里夏尔·加斯凯、卡塔琳娜·斯雷博特尼克.

| 1. 拉斐爾·納達爾（第四圈） 2. 羅傑·費德勒 （冠軍） 3. 安迪·穆雷（八強） 4. 諾瓦克·喬科維奇（第三圈） 5. 胡安·馬丁·德爾波特羅（四強） 6. 安迪·罗迪克（第四圈） 7. 吉勒·西蒙（第三圈） 8. 費爾南多·貝爾達斯科（第四圈） 9. 若-威尔弗里德·特松加（第四圈） 10. 尼古萊·迪維丹高（八強） 11. 加埃爾·蒙菲爾斯（八強） 12. 费尔南多·冈萨雷斯（四強） 13. 馬林·西利奇（第四圈） 14. 大卫·费雷尔（第三圈） 15. 詹姆斯·布莱克（第一圈） 16. 托米·羅布雷多（八強） 17. 斯坦尼斯拉斯·瓦夫林卡（第三圈） 18. 拉德克·斯泰潘內克（第三圈） 19. 托马什·贝尔迪赫（第一圈） 20. 马拉特·萨芬（第二圈） 21. 德米特里·图萨诺夫（第一圈） 22. 马尔迪·菲什（第一圈） 23. 羅賓·索德靈 （決賽） 24. 于爾根·梅爾策（第三圈） 25. 伊戈爾·安德烈耶夫（第三圈） 26. 伊沃·卡洛维奇（第一圈） 27. 萊納·舒特勒（第一圈） 28. 費利西亞諾·洛佩斯（第二圈） 29. 菲利普·科爾施賴伯（第四圈） 30. 维克托·哈内斯库（第四圈） 31. 尼古拉斯·阿爾瑪格羅（第三圈） 32. 保羅-亨利·馬蒂厄（第三圈） | 1. 迪娜拉·萨芬娜（決賽） 2. 塞雷娜·威廉姆斯（八強） 3. 维纳斯·威廉姆斯（第三圈） 4. 耶莲娜·德门蒂耶娃（第三圈） 5. 耶莱娜·扬科维奇（第四圈） 6. 薇拉·兹沃纳列娃（受傷已退賽） 7. 斯韦特兰娜·库兹涅佐娃（冠軍） 8. 安娜·伊萬諾維奇（第四圈） 9. 维多利亚·阿扎连卡（八強） 10. 卡洛琳·沃兹尼亚奇（第三圈） 11. 娜佳·彼得罗娃（第二圈） 12. 阿格涅什卡·拉德萬斯卡（第四圈） 13. 瑪麗恩·巴托莉（第二圈） 14. 弗拉维娅·佩内塔（第一圈） 15. 鄭潔（第二圈） 16. 阿梅莉·毛瑞斯莫（第一圈） 17. 帕蒂·施尼德（第一圈） 18. 梅蒂纳·加里奎斯（第二圈） 19. Kaia Kanepi（第一圈） 20. 多米尼卡·齐布尔科娃（四強） 21. 阿丽泽·科奈（第二圈） 22. Carla Suarez Navarro（第三圈） 23. Alisa Kleybanova（第一圈） 24. 亚历山大·沃兹尼亚克（第四圈） 25. 李娜（第四圈） 26. 安娜·恰克韋塔澤（第一圈） 27. Anastasia Pavlyuchenkova（第三圈） 28. 西比勒·巴默（第二圈） 29. 扎维·阿格妮斯（第四圈） 30. 萨曼莎·斯托瑟（四強） 31. 彭帥（第一圈） 32. Iveta Benesova（第三圈） |

## 外部連結
- 官方網站
- 2012年法网

| 前任： 2008年法国网球公开赛     | 法国网球公开赛 2009年 | 繼任： 2010年法国网球公开赛     |
| 前任： 2009年澳大利亚网球公开赛 | 网球大满贯 2009年     | 繼任： 2009年温布尔登网球锦标赛 |